# Hut

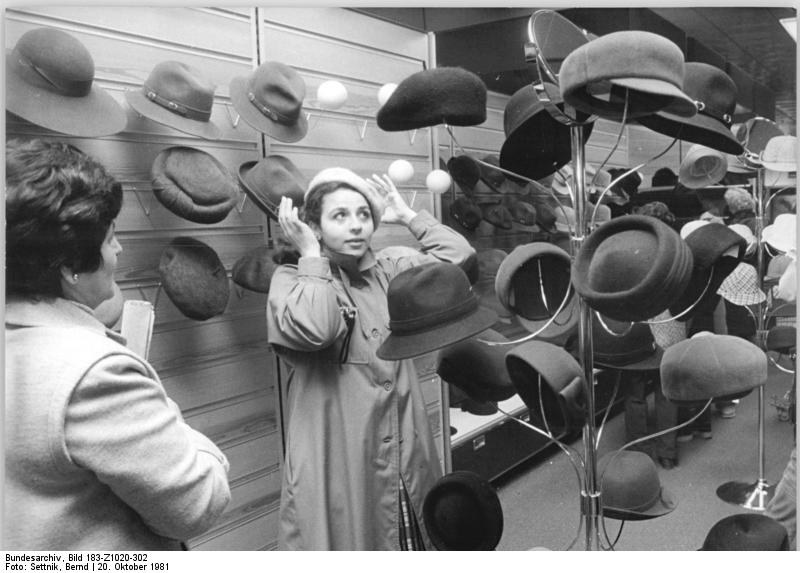
Hutabteilung im Centrum Warenhaus am Berliner Ostbahnhof (1981)

Der Hut ist eine Kopfbedeckung, die sich durch die feste Form und die umlaufende Krempe von einer Mütze unterscheidet. Verläuft dieser Rand um den Hut nicht ganz um den Kopf, spricht man von einer Kappe. Unter der Bedeutung Hut gleich Schutz gibt es differenzierende Bezeichnungen wie Regenhut, Sommer- oder Sonnenhut, wobei der breite Rand den Träger vor dem Wetter schützt, kühlt oder wärmt, wie zum Beispiel beim Sombrero und beim Südwester. Neben seiner praktischen Funktion kann der Hut zur Unterstreichung und zum Ausdruck der Persönlichkeit seines Trägers dienen und die Zugehörigkeit des Trägers zu einer Gesellschaftsschicht, Berufsgruppe oder ähnlichen Gruppe symbolisieren.
Traditionelle Hersteller von Hüten sind Modisten und Hutmacher, deren Zulieferer ist der Hutformenbauer. Als Hutstumpen bezeichnet man ein Zwischenprodukt für die Herstellung der verschiedensten Hutformen. Die sprichwörtliche Hutschnur um die Hutkappe verhindert das Auseinandergehen des Hutes.

## Herkunft des Wortes
Das Wort Hut stammt von mittelhochdeutsch Huot ab und bedeutete ursprünglich Decke oder Schutz (im Sinne von Obhut), wurde dann aber spezieller in der Bedeutung Kopfbedeckung verwendet. Es entstand aus einer indogermanischen Wurzel *kadh- oder *skad- („schützende Bedeckung“; so noch in Sanskrit chad) durch Verlust des eventuellen „s“-Anlautes und Lautverschiebung des an- und auslautenden Konsonanten.
Die generisch feminine Form (mhd. huote) bezeichnet dagegen Aufsicht, Fürsorge, Schutz im Allgemeinen, vgl. hüten. Diese wurde unter anderem in Bezug auf Lehnsverhältnisse, die Bewachung von Frauen (siehe huote-Exkurs in Tristan), aber auch militärische Wachen verwendet. Daraus entwickelte sich die Redensart „auf der Hut sein“.
Umgangssprachlich gab und gibt es verschiedene Bezeichnungen für einen Hut: Deckel, Dohle, Dunstkiepe, Zivilhelm, Resedatopf; sowie für den Zylinderhut, außer Angströhre auch Aalkasten, Wichskasten, Ofenrohr, Rußmütze, Gottesackerlaterne oder Fünfliterhut.

## Material

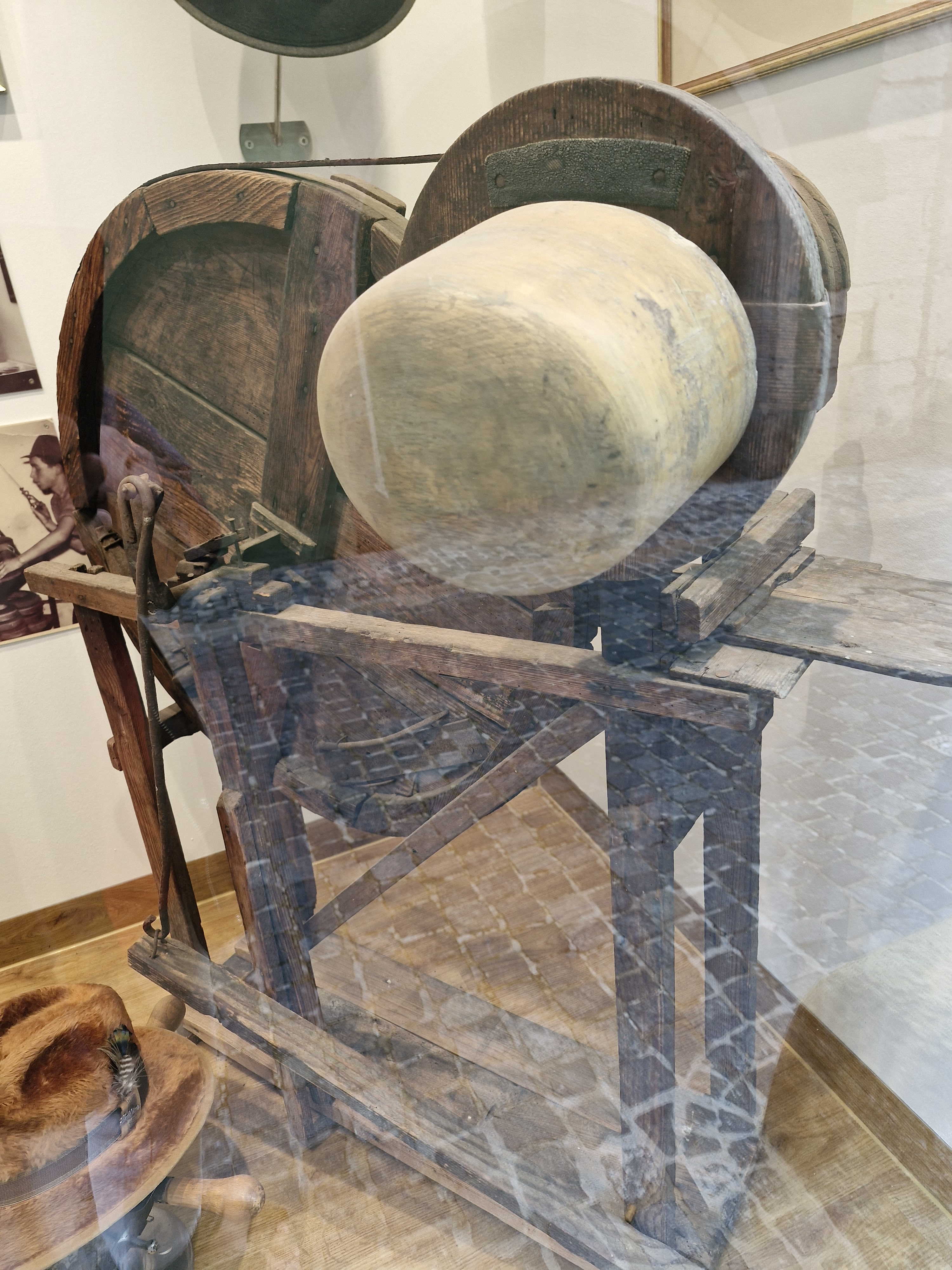
Hutmachermaschine mit Tretantrieb

Hüte können aus verschiedensten Materialien hergestellt werden, zum Beispiel aus Filzen von Schafwolle, Kaninchenhaar, Biberhaar und Kaschmirwolle sowie, heutzutage seltener, aus Nutriahaar, oder es werden den Filzen andere Tierhaare zugemischt, zum Beispiel vom Chinchilla oder Nerz, selten wird Guanaco, Rothirsch (Cervelt), Vikunja oder Mohair verwendet. Ein spezieller Wollfilz ist der „Antilopenfilz“, er besteht nicht aus Antilopenhaar, sondern bezeichnet eine besonders dichte Wollfilzart. Man unterscheidet bei Filzen glatte Filzsorten, aufgeraute Peachbloom/Velours und langhaarige Melousine. In Amerika wird die Filzqualität auch mit dem sogenannten X-Wert angegeben. Dies ist jedoch keine eindeutig vergleichbare Angabe, da jeder Huthersteller seine eigenen Werte hat.
Bei Filzhüten wird weiter unterschieden zwischen normalen (mit vorgepressten Formen) und sogenannten faltbaren und sogenannten rollbaren Qualitäten.
Außerdem können Hüte aus Baumwoll-, Leinen- und Hanfstoffen und verschiedenen Stroharten sowie Papierarten, Chemiefasern oder Leder bestehen. Ferner unterscheidet man bei Stoffhüten die Webart und bei Strohhüten die Flechtart eines Hutes. Eine spezielle Hutart ist der brasilianische „Tarp-Hut“, dieser besteht aus recyclierten LKW-Planen.
Speziell Wollfilzhüte, aber auch Hüte aus Stroh und anderen Materialien können gesteift oder unversteift ausgeführt sein. Um die Materialien Wollfilz, Stroh etc. steifer zu machen, werden verschiedene Versteifungsmittel beziehungsweise Festiger verwendet. Traditionell wurde Schellack (oft raffiniert, gebleicht) alleine oder in diversen Mischungen, mit zum Beispiel Borax, Kolophonium und Copal, benutzt. Es wurden auch Traganth, Kirschgummi und andere Gummiharze, sowie Gelatine als Festiger verwendet. Auch wurden Bienenwachs sowie diverse Tierfette beigemischt, um die Wasserbeständigkeit zu erhöhen. In moderner Zeit wurden dann synthetische Versteifungsmittel, wie Acryle, Polyurethane oder Polyvinylacetat, eingeführt. Diese modernen Festiger können sehr gut auf den jeweils gewünschten Steifegrad abgestimmt werden und sie haben eine längere Standzeit. Schellack wird heutzutage noch eingesetzt.

## Hutanatomie

### Hutbestandteile
Nachdem der Hutstumpen in Form gebracht worden ist, werden die verschiedenen Hutstellen und Hutteile wie folgt unterschieden:
- Belüftungsösen

Anatomie des Hutes

- Einfass oder Krempenrand, es sind verschiedene Vernäharten möglich: raw edge, over-, underwelt, bound edge (ein Stück Ripsband wird umgenäht) und cavanagh edge (ein speziell verpresster Krempenrand, dieser wird heutzutage nicht mehr hergestellt)
- Fangschnur oder Kordon, ursprünglich um die Kopfbedeckung eines Reiters festzuhalten, später als Zierelement; ein Ende kann z. B. im Knopfloch am Jackenaufschlag befestigt werden.
- Futterdach
- Garnitur oder Hutschmuck
- Hals oder Seitenband, die aufrecht stehenden Seiten des Kopfes
- Hutband
- Hutbandschlaufe bzw. Schleife
- Hutfutter
- Hutkrempe
- Hutschnur oder Hutkordel
- Hutschulter, dort wo die Krone in die Krempe übergeht.
- Kinnriemen oder Kinnband, auch Sturmriemen oder Sturmband, kann auch nachträglich angebracht werden es gibt dann verschiedene Varianten:
  - Es gibt die Variante (stampede string)[20] zum Durchstoßen durch die Schweißband-Naht mit Splinten.
  - Es ist auch möglich seitlich zwei kleine Löcher durch die Krempe durchzustoßen, es können hier auch Metallösen einpresst werden, und dann die Riemen von beiden Seiten durchzuführen;
    - mit einer Schlaufe durch die Löcher und dann jeweils über die Krone gezogen, so dient der obere Teil auch als Hutbanschlaufe.[21]
    - auch möglich ist die einfache Führung der Schnur und von unten durch ein Loch um die Rück- oder Vorderseite der Krone herum und durch das andere Loch zurück.
    - auch möglich ist die doppelte Führung der Schnur und dann von oben durch die Löcher und der obere Teil jeweils um die Krone herum gelegt.
    - es gibt auch Riemen mit einem verbreiterten Ende oder Haken, diese können dann durch die Löcher gesteckt werden oder man macht einfach ein Knopf, so dass die Riemen nicht durch das Loch rutschen.

  - Dann gibt es solche, die mit Sicherheitsnadeln am Schweißband festgemacht werden oder mit vorinstallierten Haken, an denen man speziell dafür ausgelegte Riemen bei Bedarf einhängen kann. Weiter kann eine Kordel, Schnur durch etwaige, je zwei seitliche Belüftungsösen gezogen werden.
- Kniff, Delle auch Scheitelkniff, vorne oder seitlich; kleine Einbuchtungen am Kopfteil des Hutes zum Anfassen beim Aufsetzen und Abnehmen.
- Kranz, der Übergang vom Plattel zum Hals[22]
- Krone, Kopf[23] auch Kalotte oder Gupf ist der Kopfteil des Hutes (über der Krempe)
- Kronendach auch Platte(l), Plattl, Oberseite, Deckplatte des Hutkopfes
- Mesheinsätze
- Perforationen, diese dienen ebenso wie die Mesheinsätze und die Belüftungsösen zur Verbesserung der Luftzirkulation.
- Schleife für das Schweißband[24] Die Schleife für das Schweißband war früher ein Zugband, mit dessen Hilfe sich ein Hut an die individuelle Kopfgröße anpassen ließ. Heutzutage dient sie nur noch zu dekorativen Zwecken.
- Schweißband, sitzt im Inneren der Krone, wo der Hut den Kopf berührt. Es kann aus Leder bestehen, dann auch Schweißleder oder Schweißlederband oder aus textilem Material.
- Spiegel, Deckel die glänzende Mitte auf dem Kopf beim Zylinderhut[25] oder Spiegel auch für den Teil (Umschlag) der Krempe eines Glockenhutes der sich neigt, bevor die Krempe nach aufwärts strebt.[26]

### Gestalt
Ein wesentliches Gestaltungsmerkmal ist die Kronenform. Bei einer C-Krone handelt es sich beispielsweise um einen Hut, dessen Krone an der Längsseite nach unten geknickt ist. Eine weitere Eigenschaft ist die Seitenband-Neigung.
Eine Hutkrempe, die sich rundherum gleichmäßig einrollt, wird Roller genannt. Bei einer Locke handelt es sich um einen um- oder hochgebogenen Krempenrand.

### Größe
Siehe auch → Hutgrößentabelle
Die Konfektionsgröße für Hüte entspricht dem Kopfumfang in Zentimetern (cm), gemessen oberhalb der Ohren und über die Mitte der Stirn. In Großbritannien und den USA wird der Kopfdurchmesser in Zoll (inches) als Größenangabe verwendet, wobei die englische und die amerikanische Hutgröße nicht dieselbe ist. Es gibt auch noch eine französische, italienische Hutgröße, die in „Punti“ angegeben wird und sich durch eine spezielle Berechnungsmethode deutlich von den üblichen Hutgrößen unterscheidet. Sie wird aber heutzutage praktisch nicht mehr verwendet. Es werden auch Hüte nach Maß angefertigt, hier wird ein sogenannter Konformator verwendet, damit kann der Kopf exakt ausgemessen werden.

Zeitgenössische Modekupfer
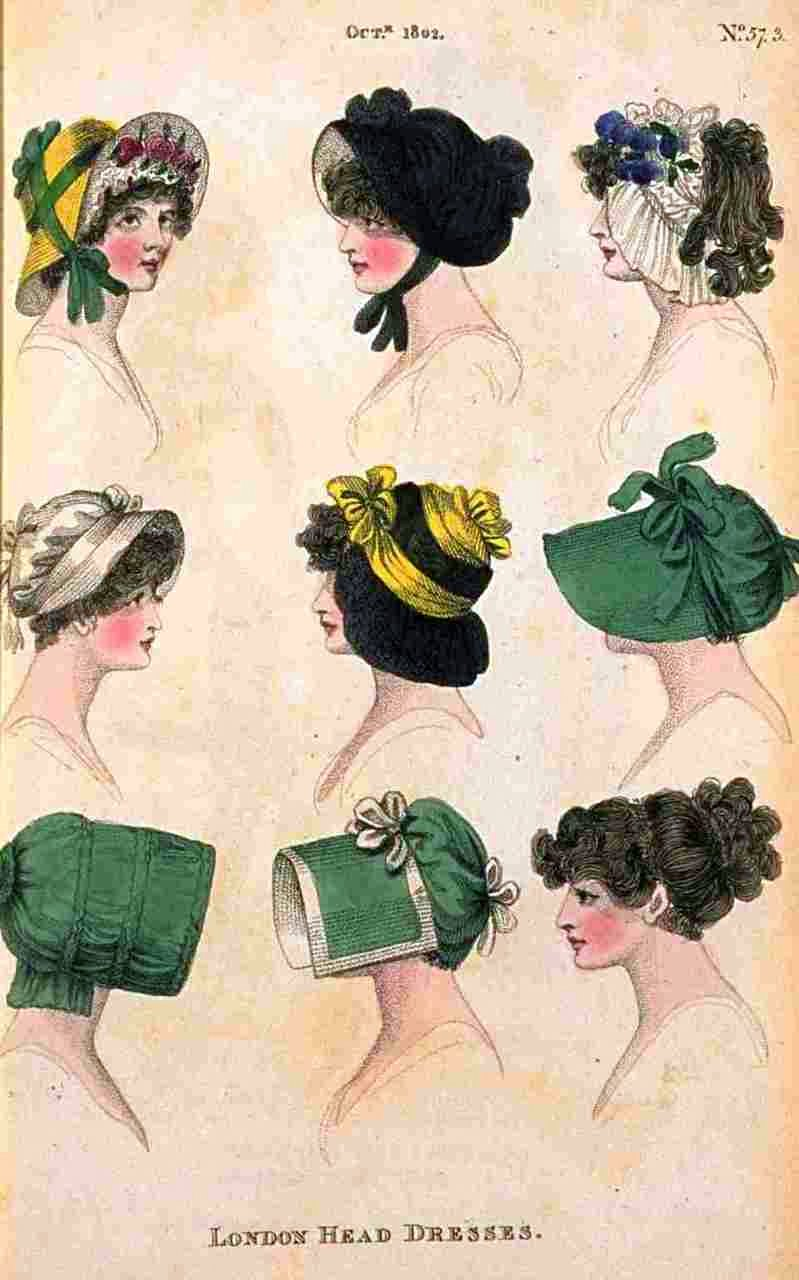
Übergangsstadium von der Rokoko-Haube zur Schute (1802)
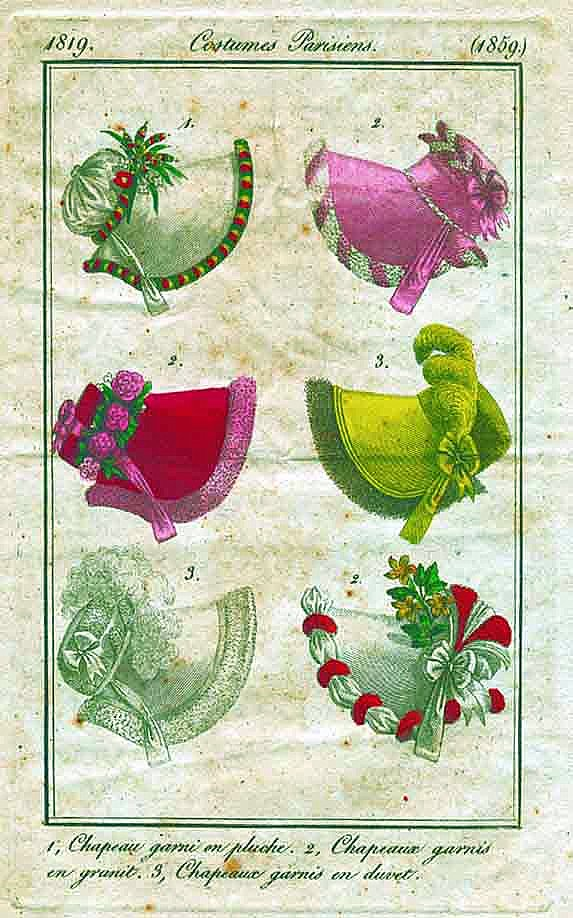
Schuten, „die nach der neuesten französischen Mode garniert sind“ (1819)

## Funktion
Die wichtigste Funktion des Hutes ist die Funktion als Kopfbedeckung zum Schutz gegen Kälte, Nässe oder Sonnenstrahlung. Heute werden an Stelle des Hutes oft auch Mützen, Kopftücher oder Kappen (Baseballcaps) verwendet. Bei offiziellen Anlässen wird teilweise auch heute noch von Frauen das Tragen eines Hutes erwartet.
Der Hut stellt in vielen Kulturen ein Symbol für einen sozialen Status oder die Gruppenzugehörigkeit dar. Das Bedecken oder Entblößen des Kopfes hat häufig symbolische Bedeutung.

## Kulturgeschichte

### Antike

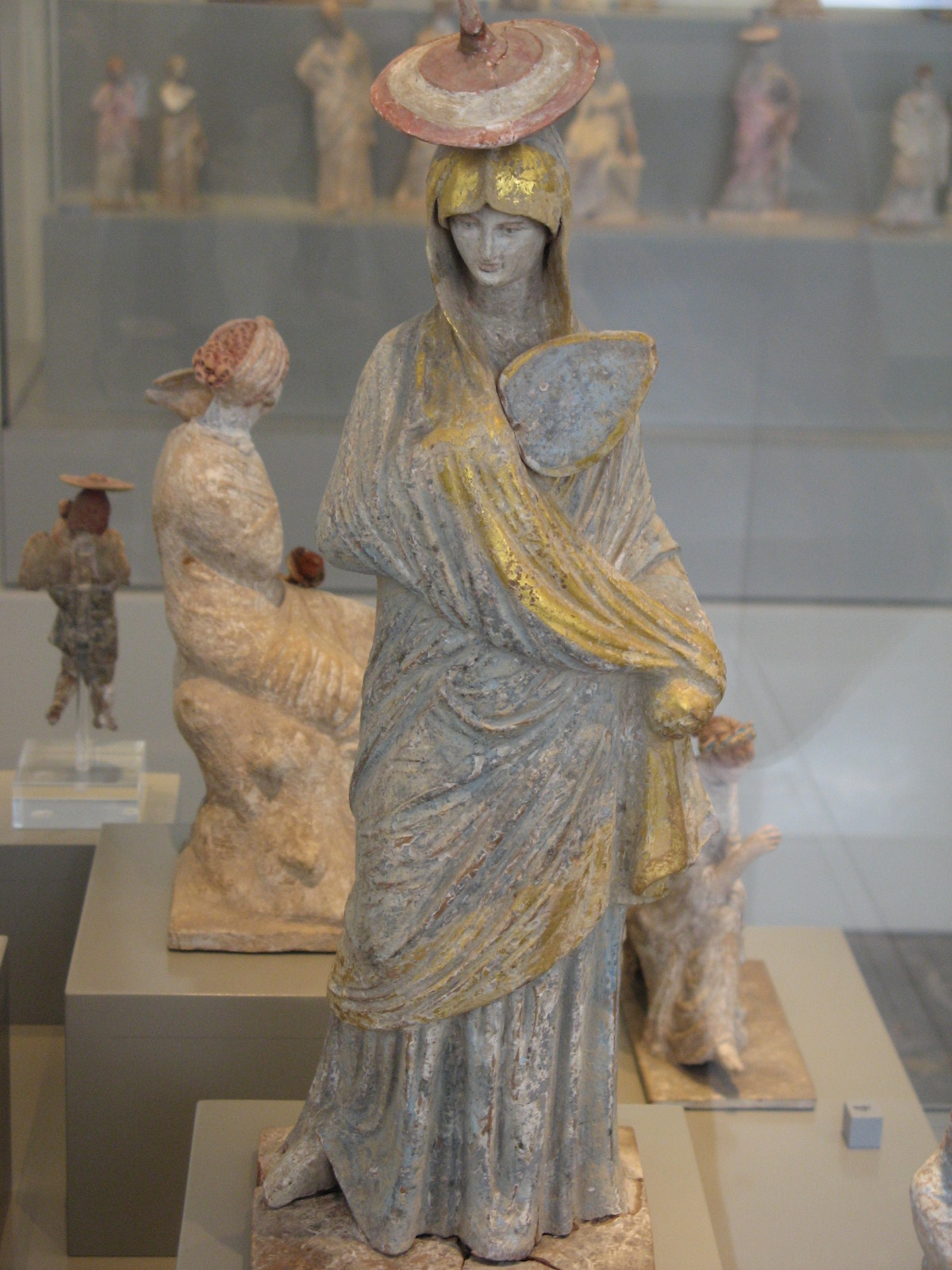
Griechische Frau mit Sonnenhut und Fächer. Aus Tanagra (325–300 v. Chr.).

Die antiken Griechen gingen meist barhäuptig, nur der Handwerker setzte die runde Kappe, den Pileus, auf. Der vornehme Grieche trug auf Reisen oder bei der Jagd den breitrandigen Petasos oder die Kausia, die an einer Schnur hängend auch auf dem Rücken getragen werden konnte.
Runde und spitze Hüte waren im Römischen Reich vor allem bei Schauspielen, Festen und bei heiligen Riten gebräuchlich. Man erhob im Römischen Reich den Hut zum Symbol der Freiheit, weshalb freigelassene Sklaven bei ihrer Freilassung einen Hut erhielten.
Marcus Iunius Brutus und Gaius Cassius Longinus ließen nach der Ermordung Gaius Iulius Caesars auf Münzen einen Hut zwischen zwei Dolchen anbringen, auch dies zum Zeichen der Freiheit nach der Alleinherrschaft. Dies ahmte man in den Niederlanden nach, als man die spanische Herrschaft abgeschüttelt hatte.
Erst nach dem Tod Neros wurde die Sitte verbreiteter, Hüte auch im Alltag aufzusetzen.

### Mittelalter und Frühe Neuzeit

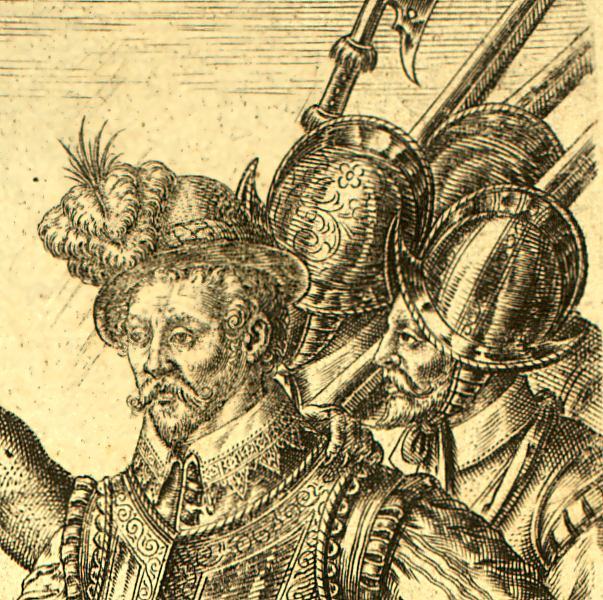
Federhut (links), 16. Jahrhundert

In Deutschland kommen Hüte zuerst im 10. Jahrhundert vor. So ist der Strohhut ein Abzeichen des Stammes der Sachsen.
Verschiedene Formen gab es bereits ab dem 12. Jahrhundert, es wurde der Hochmittelalterhut (auch Myllan Cap) und der Chaperon getragen. In der Damenmode wurden verschiedene Haubentypen getragen.
Ab Ende des 12. und im 13. Jahrhundert war der sogenannte „Jagdhut“ sehr populär. Auch gab es schon Hutmacher.
Im 14. Jahrhundert wurde zudem die Gugel populär.
Im 15. Jahrhundert kam dann das flache Barett auf, Varianten waren der „Tudor-Hut“ und der „deutsche Hut“. Dabei verschwanden die alten Kopfbedeckungen nach und nach.
Ende des 16. Jahrhunderts kamen dann eigentlich erst „richtige Hüte“ auf. Man trug in Deutschland – so auch in den Niederlanden und der Schweiz – unter anderem hohe, spitz zulaufende Hüte mit breiter Krempe, wie sie bei festlichen Gelegenheiten noch heute in Tirol und in der Schweiz zu sehen sind.
Im 17. Jahrhundert war dann die Zeit der großen, breitkrempigen Herrenhüte, die oft aus Biberfilz (Kastorhut) hergestellt wurden. Erst war in einigen europäischen Ländern der Schlapphut in Mode, dann verbreitete sich von Frankreich und Holland aus eine größere und steifere Hutform mit herabfallender Straußenfeder. Insgesamt wurden Herrenhüte zu dieser Zeit relativ stark verziert, mit Federn oder Schmuckborten. Dann kam der Dreispitz in Mode, er löste die runden, breitkrempigen Hüte ab.
Ende des 18. Jahrhunderts wurde der hohe Kastorhut eingeführt und dann von dem Zylinderhut abgelöst. Auch löste der Zweispitz den Dreispitz ab.

### 19. und 20. Jahrhundert
Ab 1800 wurden große, oft reich dekorierte Schutenhüte modern. Sie konnten mit einem zu einer Schleife gebundenen Band unter dem Kinn befestigt werden. Die Krempen der Schuten überragten im Halbkreis das Gesicht der modebewussten Dame.
Bestimmte Herrenhüte waren im 19. Jahrhundert Symbol politischer Gesinnung. In Schweden gab es sogar eine Partei, die sich Hattarne („Hüte“) nannte. Um 1848 war das Tragen eines grauen Filzhutes mit breitem Rand Zeichen einer demokratischen Gesinnung. Nach 1849 wurden deshalb Träger dieser Kalabreser (oder „Heckerhüte“) genannten Kopfbedeckungen in Deutschland polizeilich verfolgt.

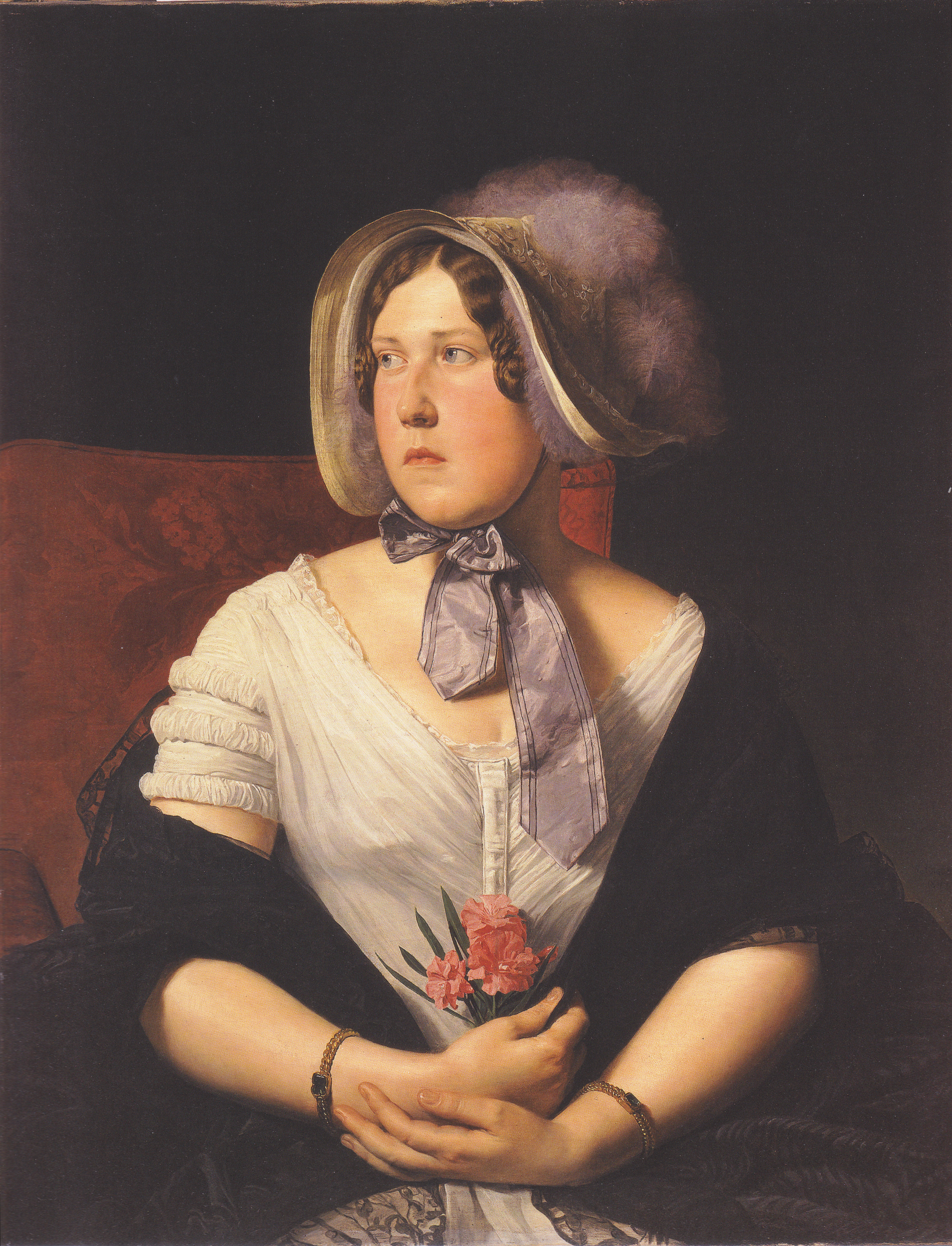
Anna Gräfin Kinsky 1847 mit einer Schute

In der zweiten Hälfte des 19. Jahrhunderts wurde die weibliche Silhouette durch kleine, zierliche Teller-Hütchen oder kleine Kapotthüte ergänzt. In Amerika wurden die Cowboyhüte durch Stetson populär. In England wurde der Bowler, Melone eingeführt.
1882 machte die Theaterschauspielerin Sarah Bernhardt in der Rolle der „Prinzessin Fédora Romanoff“, in dem Theaterstück „Fédora“ des französischen Autors Victorien Sardou, einen Hut zur Mode unter Frauen, der von da an als Fedora weltbekannt wurde. Er ist u. a. von Vertreterinnen der Frauenbewegung getragen worden.
Ende des 19. Jahrhunderts wurden die Boater-Strohhüte populär, die bis Mitte der 1920er Jahre getragen wurden.

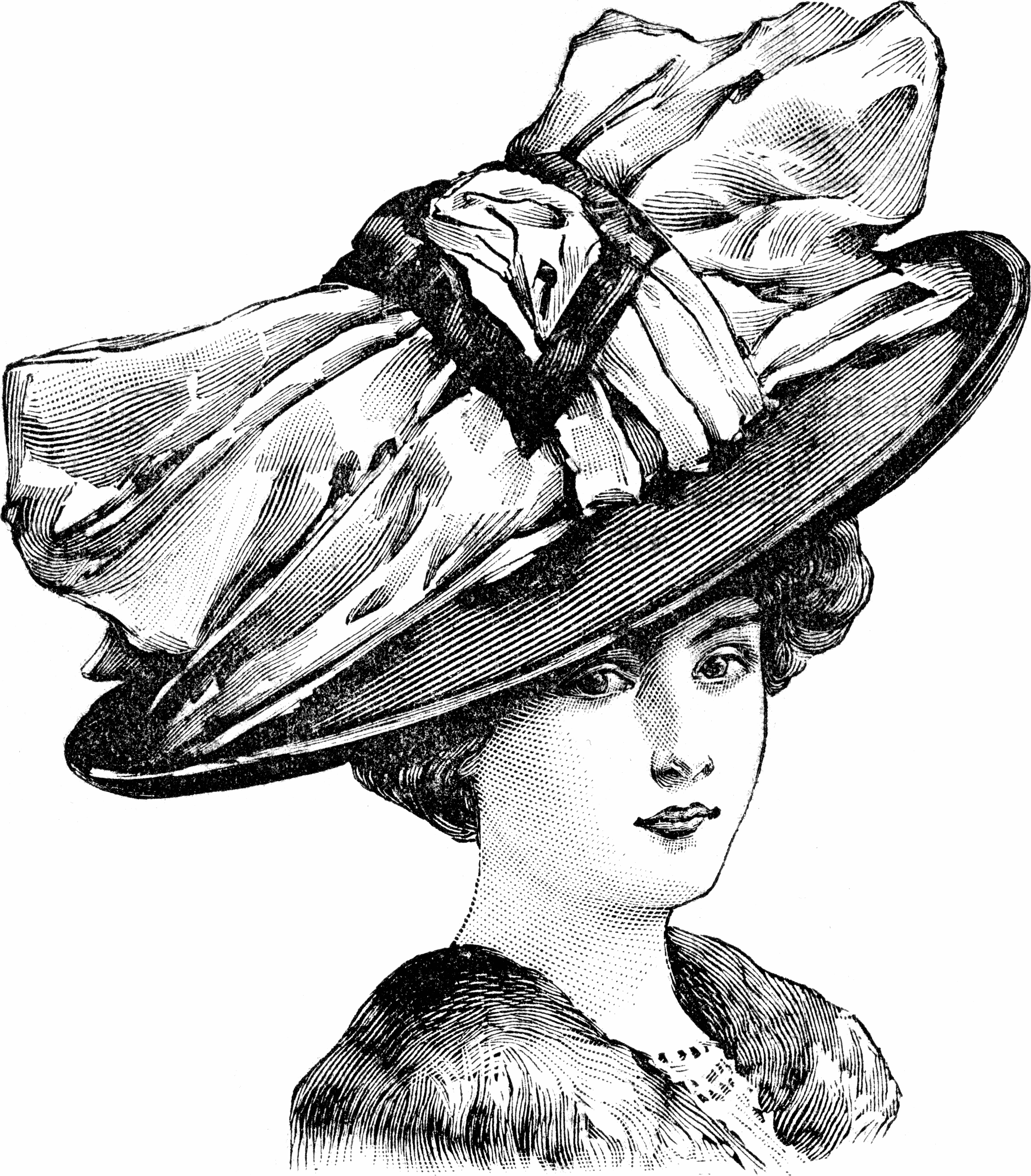
Zu Beginn des 20. Jahrhunderts trugen die vornehmen Damen ausgesprochen kunst- und eindrucksvolle Hüte (Pariser Hutmodell, um 1911)

Das Verhältnis von Kleid und Hut veränderte sich, als um 1900 die Kleider schmaler wurden. Nun kamen die großen Hüte für Damen auf, die meist reich mit Blüten, Spitze oder exotischen Federn von Paradiesvögeln oder Afrikanischen Straußen geschmückt wurden. Einen einzigartigen Hut zu tragen symbolisierte den Wohlstand der Trägerinnen.

#### 1920er-Jahre
Um 1910 tauchte ein dazu konträres Modell auf: die „Toque“ (Kochmütze), der Hut in „Glocken- oder Topfform“, der tief über den Kopf gezogen wurde. Seit der zweiten Hälfte der 1920er-Jahre bestimmte der sachlich-enge Topfhut und wurde von allen Frauengenerationen getragen. Der schlichte, praktische und unkomplizierte Topfhut verlängerte die gerade Silhouette einer Frauenmode, die sich eher am sportlich-männlichen als am klassischen weiblichen Schönheitsideal orientierte. Und die Frisur, der kurze Bubikopf, machte es möglich, Kappen und Hüte bis auf die Augen herunterzudrücken. Schmal und elegant wie Figur und Kleid sollten nun auch die Kopfbedeckungen sein: Tiefgezogene Topfhüte und Kappen oder solche mit kleinerer Krempe harmonierten besser mit der schlichten Form der Kleidung als große Wagenräder. Die Hutformen ab 1923 entsprachen ganz dem Bild der Versachlichung und Vermännlichung der Mode bzw. des Körpers, da sie ein wichtiges Zeichen der Weiblichkeit komplett verhüllten: das Haar.
In den 20er-Jahren kam der Fedora zudem bei Männern in Mode, er löste den vorher vorherrschenden Homburg immer mehr ab, etwa bei den hochrangigen Vertretern der Gangsterorganisationen während der Prohibition in den USA. 1924 war Prince Edward von Britannien mit einem Fedora zu sehen. In dieser Zeit hatte der Fedora seine Blütezeit und es entstand die „Trilby“ genannte Variante mit schmaler Krempe.
In der Türkei erfolgte 1925 für die Herren mit der sogenannten Hutrevolution eine gesellschaftliche Umwälzung. Staatsgründer Kemal Atatürk initiierte einen Bann des im Osmanischen Reich gebräuchlichen Fes. So kamen auch dort westliche Hüte in Mode.

#### 1930er-/1940er-Jahre

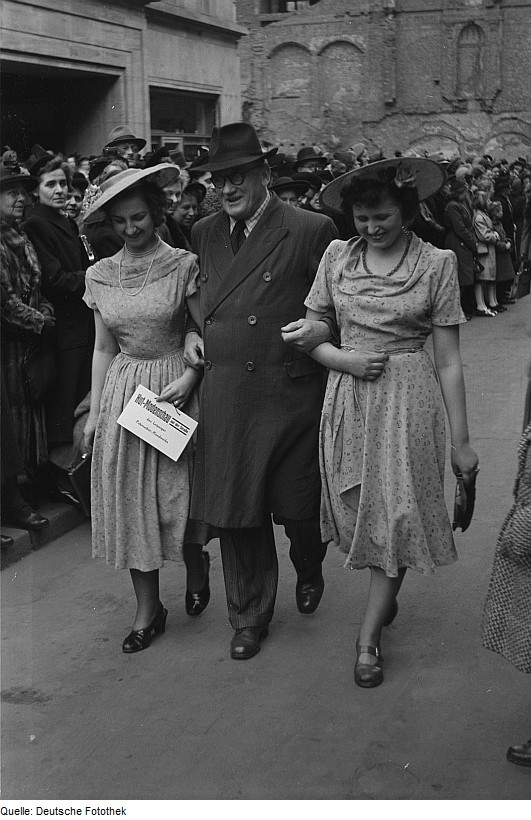
Hutmodenschau zwischen Trümmern, Leipzig 1951

Zu Beginn der 1930er-Jahre wurde die Frauenrolle neu definiert. Die große Arbeitslosigkeit in der Weltwirtschaftskrise und der Mutterkult der Nationalsozialisten sorgten dafür, dass viele Frauen aus dem Beruf verdrängt wurden und sich verstärkt wieder um Küche und Kinder kümmern sollten.
Die Mode betonte wieder die weiblichen Formen. Die eng anliegenden Kappen der 1920er-Jahre verwandelten sich in flache Hütchen, die schräg aufgesetzt wurden. Die Hutmode gab sich individualistisch und extravagant. Die Hüte werden auffallend asymmetrisch und überraschen mit verrückt-verspielten Proportionen.
Im Zweiten Weltkrieg – die Uniform war allgegenwärtig – kamen kleine Schiffchen in Mode. In der Notzeit des Krieges konnte man sich kaum noch neue Hüte kaufen: „Folglich wurden Hüte – wie die übrige Kleidung auch – selbst hergestellt. Anleitungen ‚Wie mache ich einen Hut‘ oder ‚Ein alter Hut wird neu‘ fanden sich in jeder Modezeitschrift. Je kreativer der Kopf, umso exzentrischer und waghalsiger waren die Entwürfe ‚Marke Eigenbau‘. Mit viel Phantasie und einfachsten Mitteln versuchte man, das Fehlen schicker Kleidung durch eine ausgefallene Hutmode wettzumachen.“ In der Notzeit der Nachkriegsjahre banden Trümmerfrauen Tücher in Form eines einfachen Turbans, oft mit einem Knoten auf dem Kopf. Das schützte vor Dreck und Staub und verdeckte das – auf Grund von Seifen-, Wasser- und Zeitmangel – weniger gepflegte Haar.

#### 1950er-Jahre
Christian Dior prägte Ende der 1940er-Jahre mit seinem New Look eine sehr feminine und üppige Mode mit weiten Röcken und Wespentaille. Passend dazu entwickelte sich in den 1950er-Jahren eine höchst fantasievolle und formenreiche Hutmode. Alles war möglich: von kleinen, neckischen Käppchen über raffinierte Hutschleier oder asiatische Elemente bis hin zu riesigen, extravaganten Wagenradhüten. Die 1950er-Jahre präsentieren damit die letzte große Blüte der Hut-Kultur. Für Mann und Frau galt: „Ohne Hut sind Sie nicht gut angezogen!“
Schon Mitte der 1950er-Jahre vereinigte sich die gesamte Hutwirtschaft in der „Arbeitsgemeinschaft Hut“, für die Hartwig Gottwald eine erfolgreiche Werbekampagne unter dem Slogan „Man trägt wieder einen Hut“ durchführte. Er veranstaltete Hutparaden und Strohhutturniere in den Einkaufsstraßen der Großstädte und Luxuskurorte.

#### 1960er- und 1970er-Jahre
Ingrid Loschek stellt fest, dass nach etwa 1960 Kopfbedeckungen bei beiden Geschlechtern außer Gebrauch kamen, und nennt als Gründe dafür die starke Verbreitung des Autos, in dem große Hüte eher stören, und den Trend zu einem sportlich-ungezwungenen Lebensstil. Der jung-dynamische John F. Kennedy schwor 1961 als erster US-Präsident barhäuptig den Amtseid, Elvis Presleys stilikonische Haartolle wäre vom Hut plattgedrückt worden. Die Kopfbedeckung verlor als fester Bestandteil der gepflegten Kleidung in den 1960er-Jahren an Bedeutung, und auch an Extravaganz. Die Form des Damenhutes vereinfachte sich mit der sachlich-geometrischen Mode der 1960er-Jahre hin zu eher schlichten, glockenförmigen, turban- oder kugelförmigen Gebilden.
In den 1960er-Jahren – bevor der Trend zu modischen Frisuren das Tragen von Hüten unpopulär machte – wurde der „Trilby“ noch einmal zum Trend. Der Schauspieler Sean Connery trug in den ersten Filmen der James-Bond-Reihe einen Sandown-Trilby des Londoner Hutmachers „Lock & Co. Hatters“ aus der St. James’s Street. Das Modell ist bis heute erhältlich. Aber auch Firmen wie Stetson (USA) haben Fedora und Trilby nach wie vor im Programm. Bis heute zählen Fedora und Trilby zu den populärsten Hüten des 19. und 20. Jahrhunderts.
Mit der Kulturrevolution der 68er-Bewegung wurde der Damen- und Herren-Hut endgültig zum Symbol der biederen und altmodischen Adenauer-Ära, von überholten Rollenklischees und abgestandenen Traditionen. Ende der 1960er-Jahre war es nicht mehr chic, einen Hut aufzusetzen. Eine Ursache ist auch darin zu sehen, dass mit Aufkeimen der Popkultur individuelle Frisuren als Ausdrucksmittel des persönlichen Stils immer wichtiger wurden. Klassische Hüte waren dabei kontraproduktiv.
In den 1970er- und 1980er-Jahren wurden eher Kopftücher, Kappen, Mützen, Turbane oder sogenannte Arafat-Tücher (nach dem Führer der palästinensischen Freiheitsbewegung, dessen Markenzeichen das traditionelle arabische Tuch war) als Kopfbedeckung gewählt. Immer noch in Mode waren Leder- und Strohhüte der Hippies. Anfang der 1970er-Jahre gab es sogar Abendkleider mit Kapuzen als modische Kurzzeiterscheinung. „Allgemein werden Kopfbedeckungen nur noch als Kälteschutz getragen“, hieß es 1999 – fast schon abschließend – in dem wichtigsten deutschen Modelexikon.
Der klassische Hut wird nur noch von Wenigen und vereinzelt zu ganz besonderen Anlässen getragen: Hochzeiten, Beerdigungen etc. Bekanntes „Hutereignis“ ist das Pferderennen auf der königlichen Pferderennbahn in Ascot, bei dem das weibliche Publikum mit phantasievollen Hutkreationen wetteifert. Die traditionelle Kleidung der Herren ist ein grauer Zylinder zum Cutaway-Gehrock.
Mit dem Niedergang des klassischen Hutes verlor das ehemals nicht unbeträchtliche Hutmacherhandwerk (Putzmacherei) an Bedeutung. Heute wird es insbesondere als Theaterberuf betrieben, es gibt aber mittlerweile auch wieder wenige kleine, individuelle Hutmachereien, in denen hochwertige Kopfbedeckungen in klassischer Handarbeit entstehen.

### Gegenwart

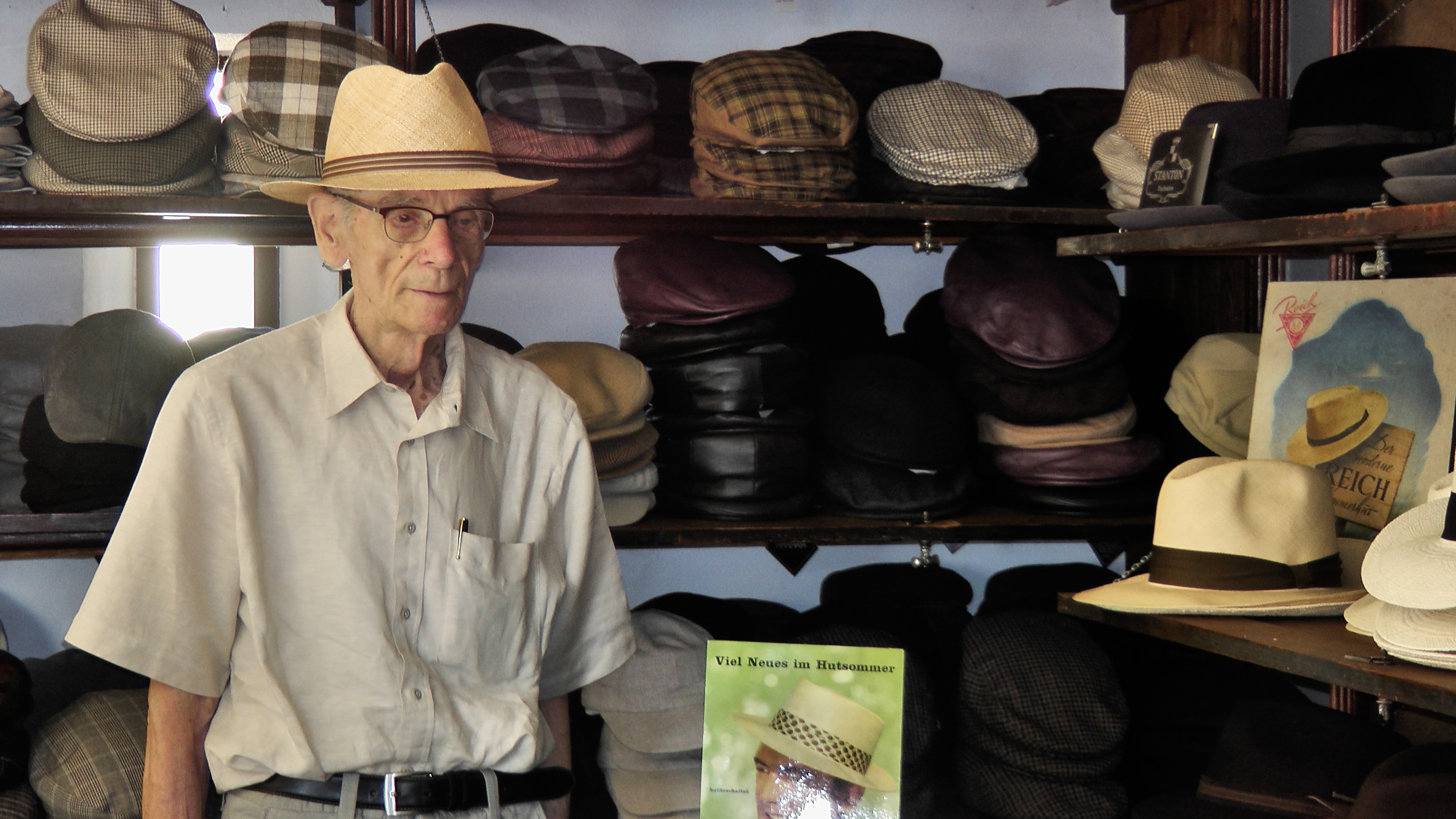
Historischer Laden „Georg“ für Herrenhüte im „Freilichtmuseum Roscheider Hof“, Konz

Mit den Hüten verschwanden in vielen Städten auch die Hutläden und entsprechende Abteilungen in den meisten Kaufhäusern. In Trier wurde das letzte Geschäft für Herrenhüte in der Stadt geschlossen – eines von ursprünglich über 20 – sowie eines für Damenhüte. Beide Läden, mit Ausstellungsstücken aus den Anfängen aus der Zeit um 1900, sind heute im Freilichtmuseum Roscheider Hof aufgebaut. Bei vielen Veranstaltungen des europäischen Hochadels ist ein Hut jedoch weiterhin „Pflicht“.
In den 1980er-Jahren entdeckten Jugendliche in Deutschland für sich die US-amerikanische Baseballcap. Seit den 1980er-Jahren ist die preiswerte Mütze in allen Altersstufen und gesellschaftlichen Schichten zu finden. In den ersten Jahren des neuen Jahrtausends gab es eine teilweise Wiederbelebung der Kopfbedeckung. Es begann damit, dass sich männliche Jugendliche in einer modischen Attitüde Strick-Mützen bis über die Ohren zogen, unabhängig von Ort und Temperatur. Diese Mützen werden „Beanie“ genannt, wohl nach dem englischen bean für ‚Bohne‘.
Seit etwa 2005 feiert der klassische Herrenhut vor allem in Szenekreisen ein Comeback, vornehmlich der Typ „Trilby“, ein Modell mit schmaler Krempe. Popmusiker Justin Timberlake war einer der ersten prominenten Träger eines Trilbys, Jazz-Sänger Roger Cicero und Mehrzad Marashi (DSDS-Gewinner 2010) traten grundsätzlich damit auf. Der traditionsreiche Huthersteller Mayser bot 2010 unter dem Slogan „Ein Stil wird Hut. Elegant und cool“ einen „Roger-Cicero-Hut“ an.

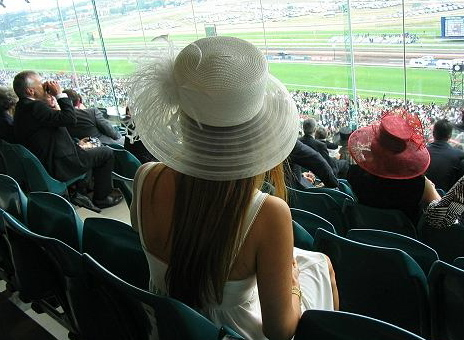
Damenhüte bei einem Pferderennen in Melbourne 2007
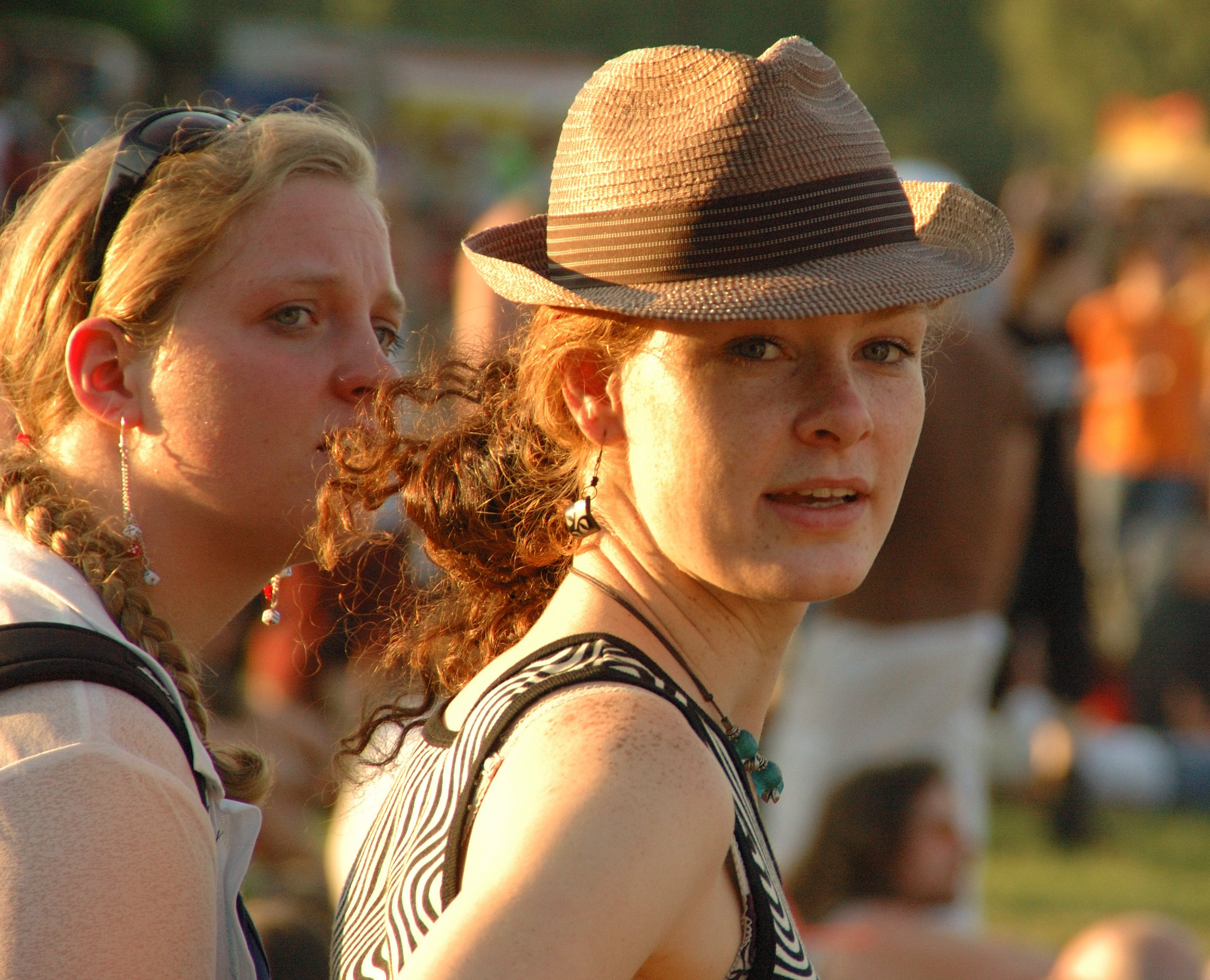
Trilby als Mode-Accessoire, Rockfestival in Bonn, 2007
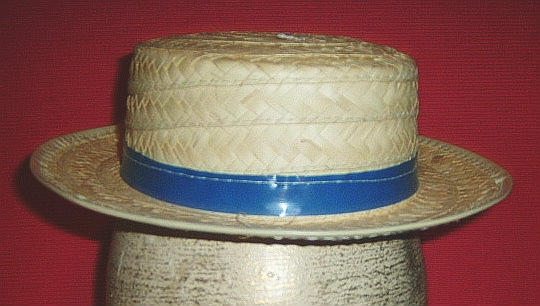
Strohhut
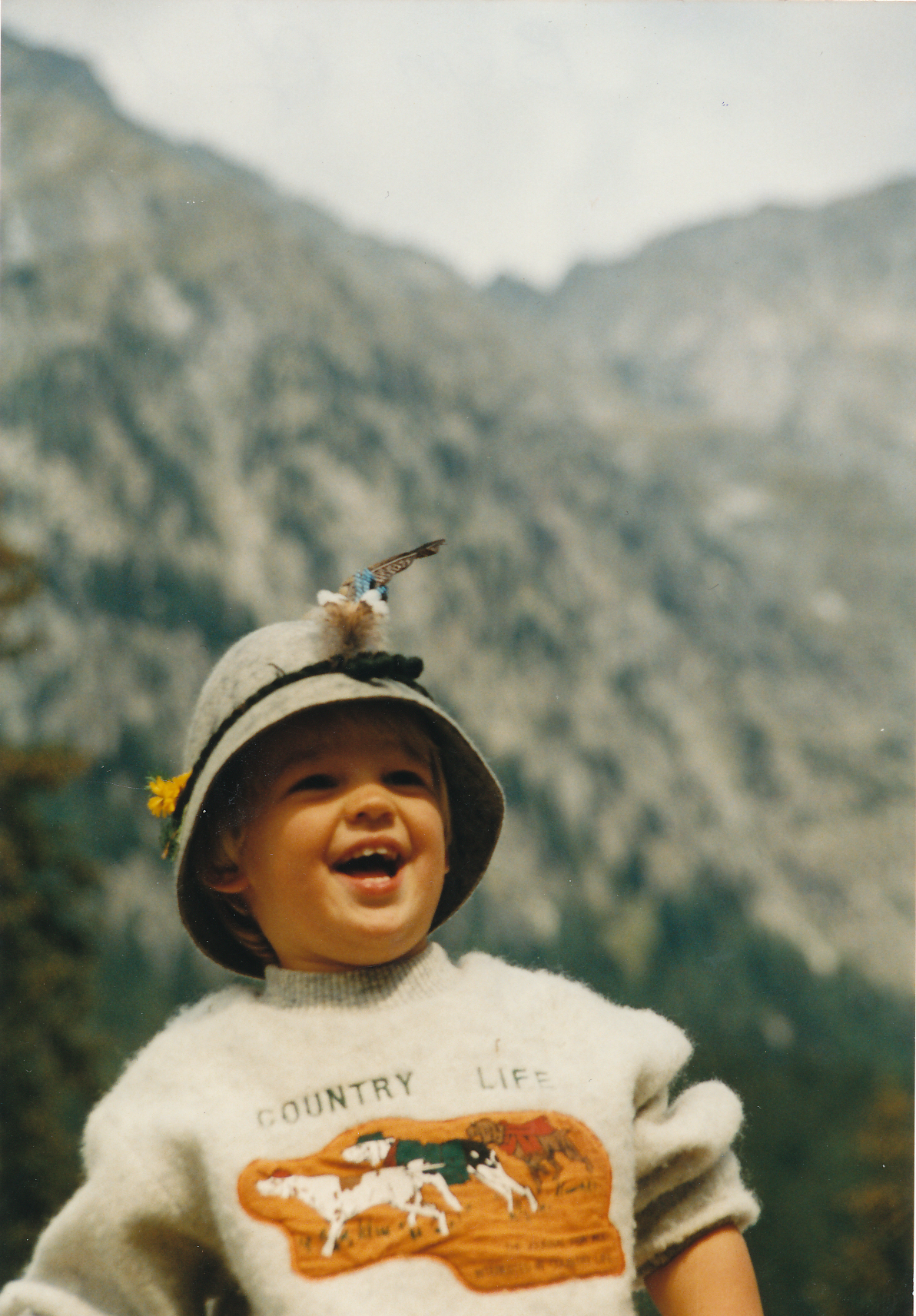
Tirolerhut (Hiashut)
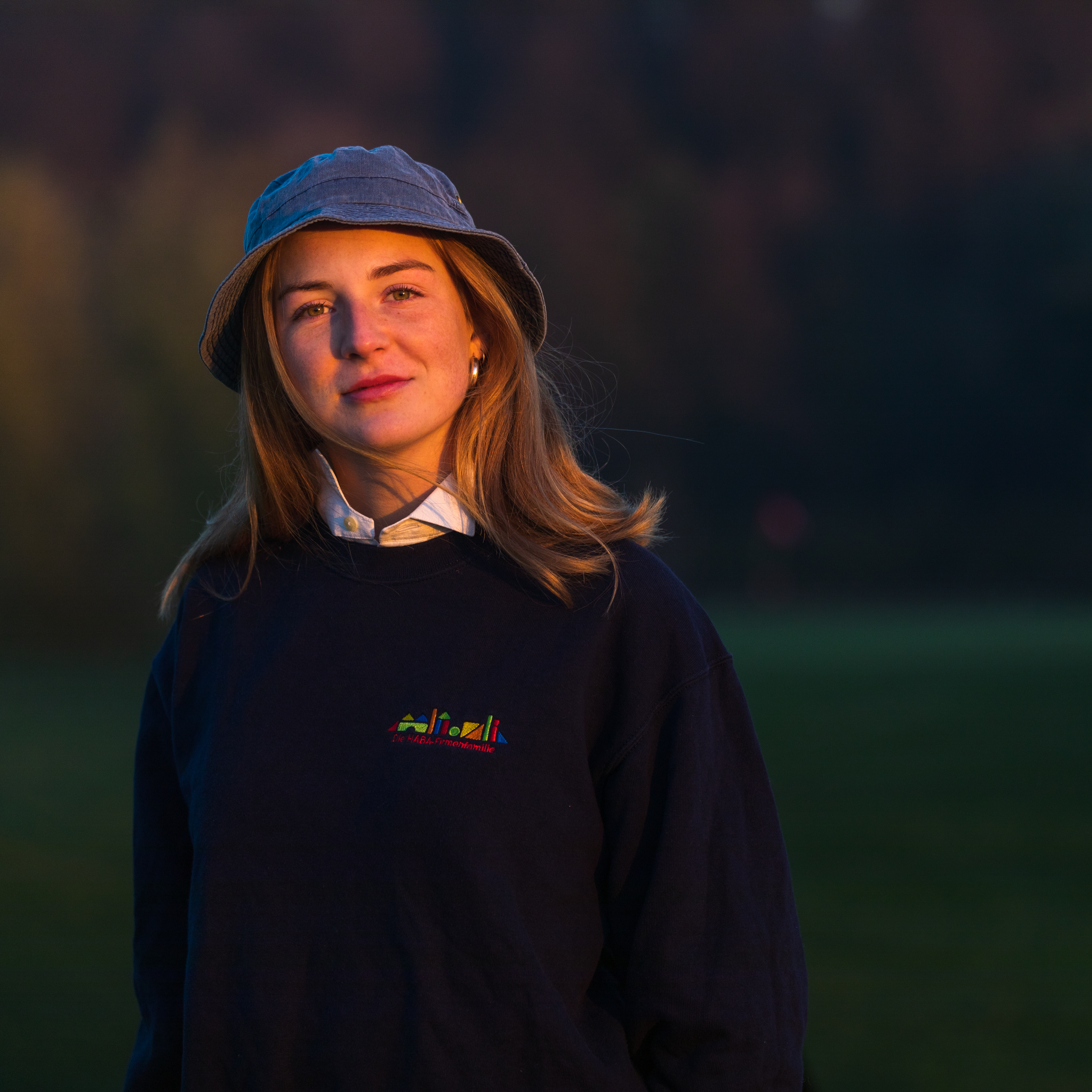
In den 2010er-Jahren etablierte sich der Anglerhut (engl. bucket hat) bei Jugendlichen wieder als modisches Accessoire

## Klassifikation
Man unterscheidet unter anderem:

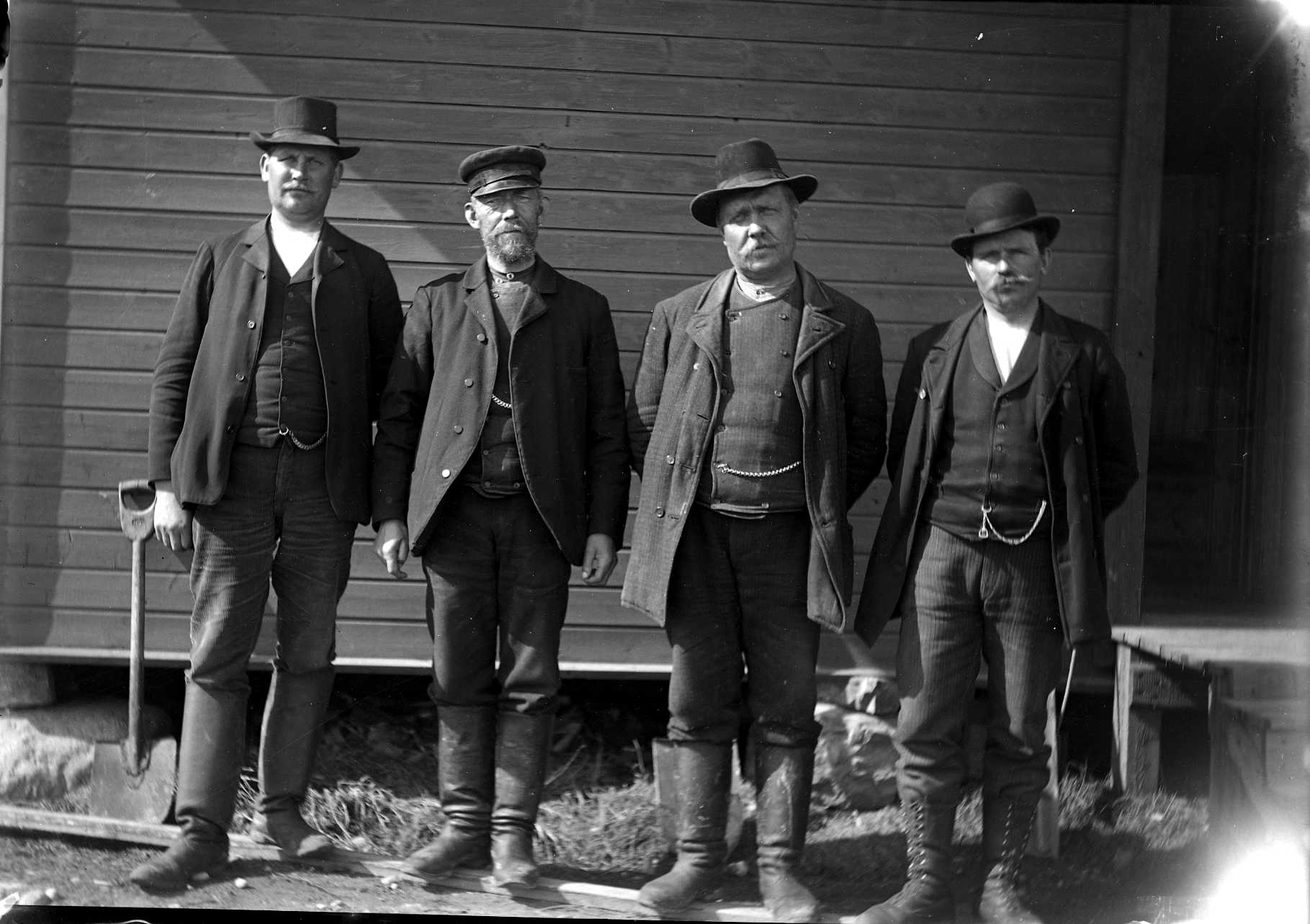
Von links nach rechts: Zylinder, Schirmmütze, Fedora, Melone

- Akubra, eine australische Hutmarke
- Andalusier, schwarzer Herrenfilzhut mit Kinnband aus Spanien
- Bergère, Frauenhut des 18. Jahrhunderts
- Boater, ein spezieller Strohhut aus England
- Borsalino, eine italienische Hutmarke, steht für klassische Herrenhüte
- Chapeau Claque oder Klapphut, ein zusammenklappbarer Seidenzylinder
- Doktorhut
- Dreispitz oder Dreimaster
- Fedora, Filzhut, sowie die Variante Trilby mit schmalerer und rückwärtig hochgebogener Krempe
- Florentinerhut, ein Damenstrohhut des 19. Jahrhunderts mit schwingender Krempe aus Weizenstroh
- Glockenhut oder Cloche
- Homburg, elegant, staatstragend
- Kalabreser, Filzhut mit einem spitz zulaufenden Kopf
- Kapotte, ein kleiner Damenhut mit Kinnband des 19. Jahrhunderts
- Kastorhut, aus Biberfilz gefertigter Vorläufer des Zylinders
- Kreissäge, flacher Herrenstrohhut mit gezacktem Rand
- Melone, Bowler oder Derby, auch Glocke; hauptsächlich in England
- Mitra, traditionelle liturgische Kopfbedeckung der Bischöfe
- Panamahut, ein Strohhut, das Material stammt von einer Palmenart aus Ecuador
- Porkpie, ein runder Hut mit schmaler Krempe und einem leicht aufgebogenen Rand
- Schühut, ein gekalkter Strohhut des 18. Jahrhunderts aus dem Schwarzwald
- Schute oder Kiepenhut, ein haubenartiger Damenhut des 19. Jahrhunderts
- Sombrero, besonders breite Krempe, hauptsächlich mexikanische Folklore
- Stetson, ein amerikanischer Huthersteller, steht für Cowboyhüte
- Stößer (österreichisch), siehe Melone, in Wien Teil der vorschriftmäßigen Berufskleidung des „Fiakers“ (österreichisch) beziehungsweise Lohnkutschers[45]
- Strohhut, wird in der warmen Jahreszeit getragen, Damen- oder Herrenhut, aus Panamastroh, Hanf, Seegras oder anderem
- Tilley, ein leichter Tropenhut einer kanadischen Manufaktur
- Tirolerhut, spitz zulaufender Filzhut
- Topfhut, Damenfilzhut, der beide Ohren bedeckt
- Toque
- Tschako, früherer militärischer Hut
- Tweedhut, weich, leger, meistens ein Stoffhut
- Zimmermannshut, von den Zimmerleuten als Kalabreser bezeichnet, eine ähnliche Hutform
- Zweispitz (Hut)
- Zylinder, aus Filz oder Seide

## Besondere Hüte

### Geweihte Hüte
Der Papst verschenkte in früheren Zeiten Hüte, die er in der Christmette geweiht hatte, an verdiente Fürsten und Feldherren oder an solche, die er zu gewinnen suchte. Den letzten derartigen Hut erhielt Feldmarschall Daun nach der Schlacht bei Hochkirch.

### Kirchenhüte
Die Pronotare der päpstlichen Kurie tragen einen schwarzen Hut, genannt Cappello romano, mit Quasten. Die Kardinäle haben einen roten Hut, genannt Galero, mit 15 Quasten, der Erzbischof einen mit zehn, der Bischof einen mit sechs und der Abt einen solchen mit drei Quasten auf jeder Seite.

### Fürstenhüte
Weltliche Fürsten trugen den so genannten Fürstenhut, der zwischen der Grafen- und der Königskrone stand. Der Kurhut der deutschen Kurfürsten wich vom Fürstenhut ab, er besaß keine Metallspangen.
Laut Schillers Wilhelm Tell befestigte der Landvogt Hermann Gessler seinen Hut als Symbol für den Landesherren selbst an einer Stange und ließ diesen von der Bevölkerung grüßen. Bei Nichtbeachtung drohte eine Strafe.

## Etikette
Den Hut (vor jemandem) zu ziehen gilt traditionell als Zeichen des Respekts gegenüber einer anderen Person. In Redewendungen wie „Ich ziehe meinen Hut“, „Hut ab!“ oder „Chapeau!“ ging dies auch in den allgemeinen Sprachgebrauch über.

## Hutmuseen
Das Deutsche Hutmuseum Lindenberg und das private Hutmuseum Nürnberg beschäftigen sich mit der Geschichte des Hutes.